# Chiesina Uzzanese
Chiesina Uzzanese es una localidad italiana de la provincia de Pistoia, región de Toscana, con 4.442 habitantes.

Ubicación de la ciudad de Chiesina Uzzanese dentro de la provincia de Pistoia.

## Evolución demográfica
| Gráfica de evolución demográfica de Chiesina Uzzanese entre 1861 y 2001 |
|                                                                         |
| Fuente ISTAT - Elaboración gráfica por parte de Wikipedia               |